# ...Comme elle respire
...Comme elle respire (La Menteuse est amoureuse) es el nombre de una película francesa estrenada en 1998, y dirigida por Pierre Salvadori.

## Sinopsis
Jeanne es una extraña joven que llega a París y es contratada como "au pair" por una señora mayor llamada Madeleine. Jeanne engaña a Madeleine diciéndole que viene de una familia muy rica. Antoine, el joven amante de Madeleine, y Marcel, otro matón, secuestran a Jeanne cuando oyen que es millonaria. Pero los problemas surgen cuando descubren que los padres de Jeanne son pobres y Antoine se enamora de ella.

## Reparto
- Marie Trintignant como Jeanne.
- Guillaume Depardieu como Antoine.
- Jean-François Stévenin como Marcel.
- Serge Riaboukine como Barnabé.
- Blanchette Brunoy como Madeleine.
- Michèle Moretti como Jeanne's mother.
- Bernard Verley como el padre de Jeanne.
- Marc Susini como François.
- Blandine Pélissier como Hélène.
- Gwenaëlle Simon como Isabelle.
- Jacques Dacqmine comoLawyer Maillard.

## Reconocimiento
| Premio de entrega | Categoría    | Nominado/a        | Resultado |
| ----------------- | ------------ | ----------------- | --------- |
| Premios César     | Mejor Actriz | Marie Trintignant | Nominada  |